# Africa Beach Soccer Cup of Nations 2008
L'Africa Beach Soccer Cup of Nations 2008 è la 3ª edizione di questo torneo.

## Squadre partecipanti
Di seguito le 8 nazionali qualificate.
- Camerun
- Capo Verde
- Costa d'Avorio
- Egitto
- Mozambico
- Nigeria
- Senegal
- Sudafrica (ospitante)

## Fase a gironi

### Girone A
| Squadra   | G | V | V+ | P | GF | GS | +/- | P |
| --------- | - | - | -- | - | -- | -- | --- | - |
| Senegal   | 3 | 2 | 0  | 1 | 22 | 9  | +13 | 6 |
| Egitto    | 3 | 1 | 1  | 1 | 16 | 11 | +5  | 5 |
| Sudafrica | 3 | 1 | 0  | 2 | 10 | 14 | -4  | 3 |
| Mozambico | 3 | 1 | 0  | 2 | 6  | 20 | -14 | 3 |

| Squadra 1 | Risultato | Squadra 2 |
| --------- | --------- | --------- |
| Egitto    | 8-3       | Mozambico |
| Senegal   | 8-4       | Sudafrica |
| Egitto    | 5-4 dts   | Senegal   |
| Mozambico | 3-2       | Sudafrica |
| Senegal   | 10-0      | Mozambico |
| Sudafrica | 4-3       | Egitto    |

### Girone B
| Squadra        | G | V | V+ | P | GF | GS | +/- | P |
| -------------- | - | - | -- | - | -- | -- | --- | - |
| Camerun        | 3 | 2 | 1  | 0 | 19 | 12 | +7  | 8 |
| Costa d'Avorio | 3 | 1 | 0  | 2 | 13 | 14 | -1  | 3 |
| Nigeria        | 3 | 1 | 0  | 2 | 19 | 10 | +9  | 3 |
| Capo Verde     | 3 | 0 | 1  | 2 | 7  | 23 | -16 | 2 |

| Squadra 1      | Risultato     | Squadra 2      |
| -------------- | ------------- | -------------- |
| Camerun        | 8-3           | Capo Verde     |
| Costa d'Avorio | 5-4           | Nigeria        |
| Camerun        | 8-6           | Costa d'Avorio |
| Nigeria        | 12-2          | Capo Verde     |
| Capo Verde     | 2-2 (1-0 dcr) | Costa d'Avorio |
| Camerun        | 3-3 (3-2 dcr) | Nigeria        |

## Finali

### Semifinali
| Squadra 1 | Risultato     | Squadra 2      |
| --------- | ------------- | -------------- |
| Camerun   | 4-3           | Egitto         |
| Senegal   | 5-5 (6-5 dcr) | Costa d'Avorio |

### Finali

#### 3º-4º posto
| Squadra 1      | Risultato | Squadra 2 |
| -------------- | --------- | --------- |
| Costa d'Avorio | 6-3       | Egitto    |

#### Finale
| Squadra 1 | Risultato | Squadra 2 |
| --------- | --------- | --------- |
| Senegal   | 12-6      | Camerun   |

## Classifica Finale
| Pos | Team           |
| --- | -------------- |
| 1   | Senegal        |
| 2   | Camerun        |
| 3   | Costa d'Avorio |
| 4   | Egitto         |
| 5   | Nigeria        |
| 6   | Sudafrica      |
| 7   | Mozambico      |
| 8   | Capo Verde     |